# Antonio Pedrero
Antonio Pedrero López (* 23. Oktober 1991 in Terrassa) ist ein spanischer Radrennfahrer.

## Werdegang
2012 wurde Pedrero Mitglied im Team Lizarte, dem Nachwuchsteam vom Movistar Team, und startete vorrangig bei Rennen des nationalen Kalenders. In der Saison 2015 bekam Pedrero die Möglichkeit, für das Inteja - MMR Dominican Cycling Team bei der Tour de Guadeloupe zu starten und gewann dort die letzte Etappe und wurde Dritter der Gesamtwertung.
In der Folgesaison 2016 erhielt Pedrero einen Vertrag beim UCI WorldTeam von Movistar, für das er bis heute (2021) fährt. In seinem Team wird er häufig als Helfer eingesetzt. Zwischenzeitlich stehen sechs Grand-Tour-Teilnahmen in seinen Palmares, die er alle beendete. seinen ersten Erfolg als Profi erzielte er in der Saison 2021, als er die dritte Etappe und die Gesamtwertung der Route d’Occitanie für sich entschied.

## Erfolge
2009
- eine Etappe Vuelta al Besaya

2013
- Gesamtwertung Kantabrien-Rundfahrt

2015
- eine Etappe Tour de Guadeloupe

2021
- Gesamtwertung und eine Etappe Route d’Occitanie

2022
- eine Etappe Tour de l’Ain

## Grand-Tour-Platzierungen
| Grand Tour            | 2017 | 2018 | 2019 | 2020 | 2021 | 2022 | 2023 | 2024 |
| --------------------- | ---- | ---- | ---- | ---- | ---- | ---- | ---- | ---- |
| Giro d’ItaliaGiro     | –    | 92   | 46   | 19   | 22   | 27   | –    | –    |
| Tour de FranceTour    | –    | –    | –    | –    | –    | –    | DNF  | –    |
| Vuelta a EspañaVuelta | 51   | –    | 43   | –    | –    | –    | –    | –    |